# Colobothea forcipata
Colobothea forcipata es una especie de escarabajo longicornio del género Colobothea,  subfamilia Lamiinae. Fue descrita científicamente por Bates en 1865.
Se distribuye por Brasil y Ecuador. Mide 8,48-11,66 milímetros de longitud.